# 达尔科·马蒂奇
达尔科·马蒂奇（1980年9月26日—），也译为马季奇，是出生于前南斯拉夫的职业足球运动员，司职后腰。

## 俱乐部生涯
马蒂奇在德国开始了他的职业生涯，最初他在柏林普鲁士网球接受青训。17岁时，他在时任主教练温弗里德·沙费尔治下参加了自己的第一场德乙联赛。2000年夏天，他转会加盟瑞士次级联赛球队图恩。2002年，他回国加盟波黑超级联赛HNK奥拉谢。2004年，马蒂奇返回德国，短暂效力于埃施伯恩。随后，他返回了HNK奥拉谢，并随队取得了波黑杯的冠军。2005年夏天，马季奇转投斯洛伐克球队塞内茨，2005/06赛季，马蒂奇作为队长率领塞内茨升入斯洛伐克超级联赛，并收到了斯洛伐克足协的归化邀请。
2007年，马蒂奇转会至中超联赛球队天津泰达，他很快成为了泰达的重要一员，该赛季他代表泰达出赛全部28场比赛。2008赛季，他跟随泰达夺取联赛殿军并帮助泰达进军亚冠联赛。由于在中超联赛中表现出了卓越的防守能力，北京国安向马蒂奇抛出了橄榄枝，2009年，马蒂奇成为国安主力后腰，并随队夺得了中超联赛冠军。随后7个赛季，马蒂奇作为国安主力参加了亚冠、联赛以及足协杯，在242场比赛中攻入三球。2016年伊始，马蒂奇选择以自由身加盟长春亚泰。
马蒂奇为北京国安一支球队出赛达242场，这在中国联赛外援中是相当罕见的；他的新浪微博有超过130万粉丝。对于未来，马蒂奇表达了留在中国任教的意愿。
2017年2月，马蒂奇宣布结束球员生涯。

## 个人
马蒂奇出生于南斯拉夫社会主义联邦共和国克罗地亚族聚居城市多马列瓦奇。南斯拉夫联邦解体后，多马列瓦奇归属新独立的国家波斯尼亚和黑塞哥维那。在波斯尼亚战争期间，马蒂奇跟随家人逃离战乱而移民前往德国，战争结束后他们又移居回到多马列瓦奇。由于没有代表过任何国家队参赛，马季奇可以选择为克罗地亚国家队或波黑国家队出场，所以也有他是波黑籍球员的说法。不过根据马季奇本人的陈述，他的意愿是代表克罗地亚。
马蒂奇外语能力突出，能够流利地使用九种语言交流，其中包括克罗地亚语、汉语、德语、英语、法语、意大利语、西班牙语、葡萄牙语和捷克语。值得一提的是，他经常会使用汉语接受赛后采访。